# Csaba Szücs (Handballspieler, 1966)
Csaba Szücs (* 11. Januar 1966 in der Tschechoslowakei) ist ein Handballtrainer und ehemaliger Handballspieler auf der Position Rückraum.

## Vereinskarriere
Szücs spielte bis 1990 bei VSZ Košice. Mit dem Verein wurde er zwei Mal A-Jugend-Meister und in der Saison 1989/90 Landesmeister. Anschließend spielte er vier Jahre lang in Spanien bei Club Juventud Alcalá in der Liga ASOBAL, der 1. spanischen Liga; das Team erreichte mit ihm im Jahr 1994 das spanische Pokalfinale. Von 1995 bis 1998 spielte er in Deutschland für die CSG Erlangen in der 2. Handball-Bundesliga. Von 1998 bis 2002 war er erneut in der Slowakei aktiv; mit ŠKP Sečovce gewann er zwei Mal die Landesmeisterschaft. Von 2002 bis 2004 spielte er dann für den VfB Forchheim in der Regionalliga. Danach beendete er seine Spielerkarriere.

## Nationalmannschaft
Er spielte für die tschechoslowakische Handballnationalmannschaft und die slowakische Handballnationalmannschaft in 117 Länderspielen der A-Auswahl und in 53 Junioren-Länderspielen. Bei der Weltmeisterschaft 1990 in der Tschechoslowakei wurde er mit der Auswahl Siebter.

## Handballtrainer
Als Handballtrainer ist er seit seiner Zeit bei Juventud Alcalá aktiv. Dort trainierte er in seiner aktiven Zeit die Reservemannschaft, mit denen er den Aufstieg in die 2. spanische Liga schaffte. Mit den Junioren des Vereins wurde er Vierter in der höchsten spanischen Jugendspielklasse.
Im Jahr 2005 übernahm Szücs das Training des VfB Forchheim für zwei Spielzeiten bis zu dessen Rückzug aus dem Spielbetrieb. Anschließend trainierte er den in der Landesliga der Männer spielenden TS Herzogenaurach und ab Juli 2008 die Frauenmannschaft des 1. FC Nürnberg, die in der 1. Bundesliga spielte. Nach dem finanziellen Scheitern des Vereins war er Trainier der Männermannschaften des TSV Winkelhaid (2009 bis 2014) und des TSV Rothenburg (2014 bis 2019) in der Bayern- und Landesliga. Mit dem ESV 1927 Regensburg schaffte Szücs in der außerordentlichen Aufstiegsrunde im Mai 2021 den Aufstieg in die 2. Handball-Bundesliga.

## Privates
Szücs studierte Maschinenbau. Er  lebte ab 1995 in Erlangen, wo er als selbstständiger Handelsvertreter tätig ist. Sein Sohn, der auch Csaba Szücs heißt, spielt wie auch seine Tochter Silvia Szücs ebenso Handball.